# Martin Grasegger
Martin Grasegger (10 gennaio 1989) è un calciatore austriaco, difensore dell'Oedt.

## Palmarès

### Club

#### Competizioni nazionali
- Coppa d'Austria: 1

Juniors OO: 2012-2013
- Erste Liga: 1

St. Polten: 2015-2016